# Unione Sportiva Terni 1925-1926
Questa voce raccoglie le informazioni riguardanti l'Unione Sportiva Terni nelle competizioni ufficiali della stagione 1925-1926.

## Rosa
| N. |                   | Ruolo | Calciatore            |
| -- | ----------------- | ----- | --------------------- |
|    | Italia (bandiera) | A     | Pelligot              |
|    | Italia (bandiera) |       | Ampelio Cabiati       |
|    | Italia (bandiera) | C     | Rolando Secco         |
|    | Italia (bandiera) | C     | Adolfo Ricci          |
|    | Italia (bandiera) | C     | Lando Verzi           |
|    | Italia (bandiera) | D     | Carlo Alberto Carotti |

| N. |                   | Ruolo | Calciatore        |
| -- | ----------------- | ----- | ----------------- |
|    | Italia (bandiera) | C     | Serto Caprari     |
|    | Italia (bandiera) | A     | Argento Tonnetti  |
|    | Italia (bandiera) | D     | Oddo Mauri        |
|    | Italia (bandiera) | A     | Gogliardo Spadoni |
|    | Italia (bandiera) | P     | Amleto Cari       |